# 周鹿镇
周鹿镇，是中华人民共和国广西壮族自治区南宁市马山县下辖的一个乡镇级行政单位。周鹿镇位于马山县西部，镇人民政府驻周鹿街，距县城54千米。面积218.28平方千米。年末总人口62025人。
周鹿镇建城于明朝正统年间，已有几百年历史。辖区耕地面积2806.3公顷(其中水田2132.13公顷,旱地674.4公顷)，水域面积533.33公顷，全镇年产粮食1.5万吨以上，水产产值276万元，是马山县的“鱼米之乡”。

## 地理环境
该镇东临林圩镇、乔利乡，西与双联乡接壤，南靠片联乡，北与大化古感镇毗邻，镇政府驻地距县城53公里，距南宁市110公里，是马山西部主要交通枢纽。

## 行政区划
周鹿镇下辖以下地区：
周鹿村、里龙村、琴马村、马周村、周水村、三星村、武平村、石塘村、坛沙村、坛利村、南邦村、妙圩村、上荣村、大坛村、爱旗村、双联村、杨树村、拔翠村和智超村。